# Singolarità BKL
Una singolarità BKL (Belinskij–Chalatnikov–Lifšic) è un modello dell'evoluzione dinamica dell'universo vicino alla singolarità gravitazionale, descritto da una soluzione anisotropica, omogenea e caotica delle equazioni di campo di Einstein della gravitazione.